# حزب المؤتمر المصري

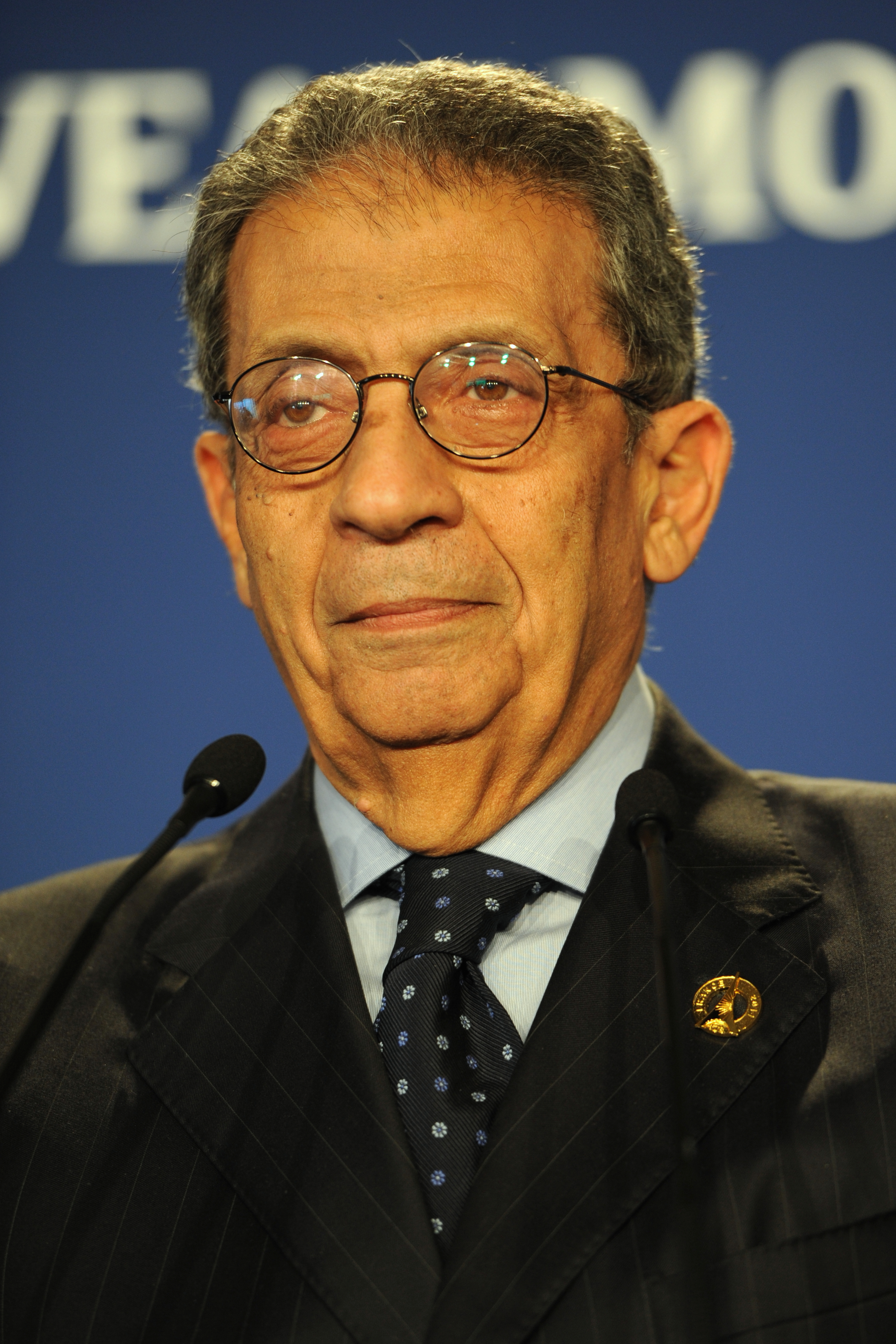
عمرو موسى الرئيس السابق لحزب المؤتمر

حزب المؤتمر المصري هو حزب سياسي مصري تأسس باندماج 25 حزب وحركة سياسية ذات توجهات ليبرالية ويسارية برئاسة السفير محمد العرابي، وزير الخارجية المصري الأسبق، سبقه في رئاسة الحزب عمرو موسى الأمين العام السابق لجامعة الدول العربية، ونائب رئيس الحزب مجدي مرشد.
وأبرز الأحزاب المنضمة إليه عند تأسيسه:
- حزب غد الثورة
- حزب الجبهة الديمقراطية
- حزب الاتحاد المصري العربي
- حزب الحياة
- حزب المواطن المصري
- حزب الحرية
- حزب المحافظين (مصر)
- حزب الشعب الديمقراطي
- حزب الجيل الديمقراطي
- حزب الخضر المصري
- حزب حراس الثورة
- حزب الثورة المصرية
- حزب الوفاق القومي
- حزب المستقلين الجدد

بالإضافة إلى حملة عمرو موسى الرئاسية و‌حزب المصريين الأحرار كمراقب.